# Palazzo Morosini del Pestrin
Il Palazzo Morosini del Pestrin o Palazzo Morosini è un palazzo di Venezia ubicato nel sestiere di Castello (N. A. 6140), vicino al Campo Santa Maria Formosa e al Campo Santi Giovanni e Paolo.

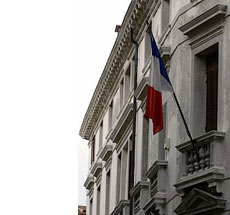
Il Consolato di Francia e il Tricolore francese

## Storia
Palazzo Morosini del Pestrin fu costruito nel XVII secolo per volontà del ramo della famiglia patrizia dei Morosini del Pestrin, nome derivante dalla Corte del Pestrin, da una rivendita di latte (in veneziano pestrin) qui situata, verso cui il palazzo della casata volge la parte interna.
Dal 2001 il secondo piano è sede del Consolato onorario di Francia e della Delegazione culturale dell'Ambasciata di Francia a Venezia (chiusa da agosto 2009).

## Descrizione
La facciata principale, sul Rio del Pestrin, presenta un portale d'acqua decorato da un bugnato largo quanto la trifora del piano nobile. Da notare le parti laterali della facciata, estese a tre monofore, e due grandi insegne di famiglia. Il secondo piano continua lo stile del primo. Il prospetto secondario sul giardino è composto in due ordini di quadrifore con balconi.
All'interno restano solo alcune parti degli affreschi dipinti nel 1815 da Giovanni Carlo Bevilacqua.